# Viinistu
Viinistu är en by i Kuusalu kommun i Harjumaa i norra Estland, 60 km öster om huvudstaden Tallinn. Den ligger kustnära på udden Pärispea poolsaar, mittemot ön Ekholm. Vid byn ligger sjön Maalaht och nordväst om den ligger Estländska fastlandets nordligaste plats, Purekkari neem. Viinistu ligger 15 meter över havet och antalet invånare är 169.
Terrängen runt Viinistu är mycket platt. Havet är nära Viinistu norrut. Runt Viinistu är det mycket glesbefolkat, med 5 invånare per kvadratkilometer. Närmaste större samhälle är Loksa, 7 km söder om Viinistu. 
Inlandsklimat råder i trakten. Årsmedeltemperaturen i trakten är 3 °C. Den varmaste månaden är juli, då medeltemperaturen är 17 °C, och den kallaste är januari, med −11 °C.